# لیلی مراد
لیلی مراد (به انگلیسی: Leila Mourad) خواننده و بازیگر مصری که از یهودیت به اسلام روی آورد.

## زندگی
در ۱۷ فوریه ۱۹۱۸ در خانواده‌ای یهودی در قاهره به دنیا آمد.
در دهه ۱۹۳۰ مسلمان شد.
در ۱۹۴۵ ازدواج کرد و در ۲۱ نوامبر ۱۹۹۵ درگذشت.